# Palazzo Podestà
Il palazzo Podestà, o palazzo Nicolosio Lomellino, è un edificio storico italiano, sito in via Garibaldi 7, nel centro storico di Genova. È uno dei Palazzi dei Rolli designati, al tempo della Repubblica di Genova, a ospitare gli ospiti di alto rango per conto del governo, durante le visite di stato.
L'edificio è fra i 42 palazzi dei rolli selezionati e dichiarati Patrimonio dell'umanità dall'UNESCO il 13 luglio 2006.

## Storia e descrizione
Fu costruito tra il 1559 e il 1565 da Giovan Battista Castello detto il "Bergamasco" e da Bernardino Cantone per volere di Nicolosio Lomellino, esponente di una famiglia in piena ascesa economica e politica. Imparentato con il principe Andrea Doria, accumulò ingenti capitali nella prima metà del Cinquecento quale concessionario della redditizia pesca del corallo nell'isola tunisina di Tabarca. Agli inizi del Seicento la proprietà passò alla famiglia Centurione che effettuò una ristrutturazione interna, poi ai Pallavicini, ai Raggi ed infine ad Andrea Podestà, più volte sindaco di Genova tra il 1866 e il 1895.
La facciata, su progetto del Bergamasco, è movimentata da una ricca decorazione a stucco, con erme femminili alate, a sorreggere la cornice marcapiano del pianterreno; nastri e drappi a reggere, al primo piano, trofei d'armi; ghirlande e mascheroni a coronamento delle finestre, con figure classiche entro medaglioni ovali, al secondo. La decorazione a stucco all'antica, applicata per la prima volta in epoca moderna da Raffaello nelle Logge vaticane e precocemente importata a Genova dal suo allievo Perin del Vaga nella decorazione della villa del Principe, si dispiega qui per la prima volta su vasta scala coprendo l'intero prospetto. La sua esecuzione è attribuita all’urbinate Marcello Sparzo.

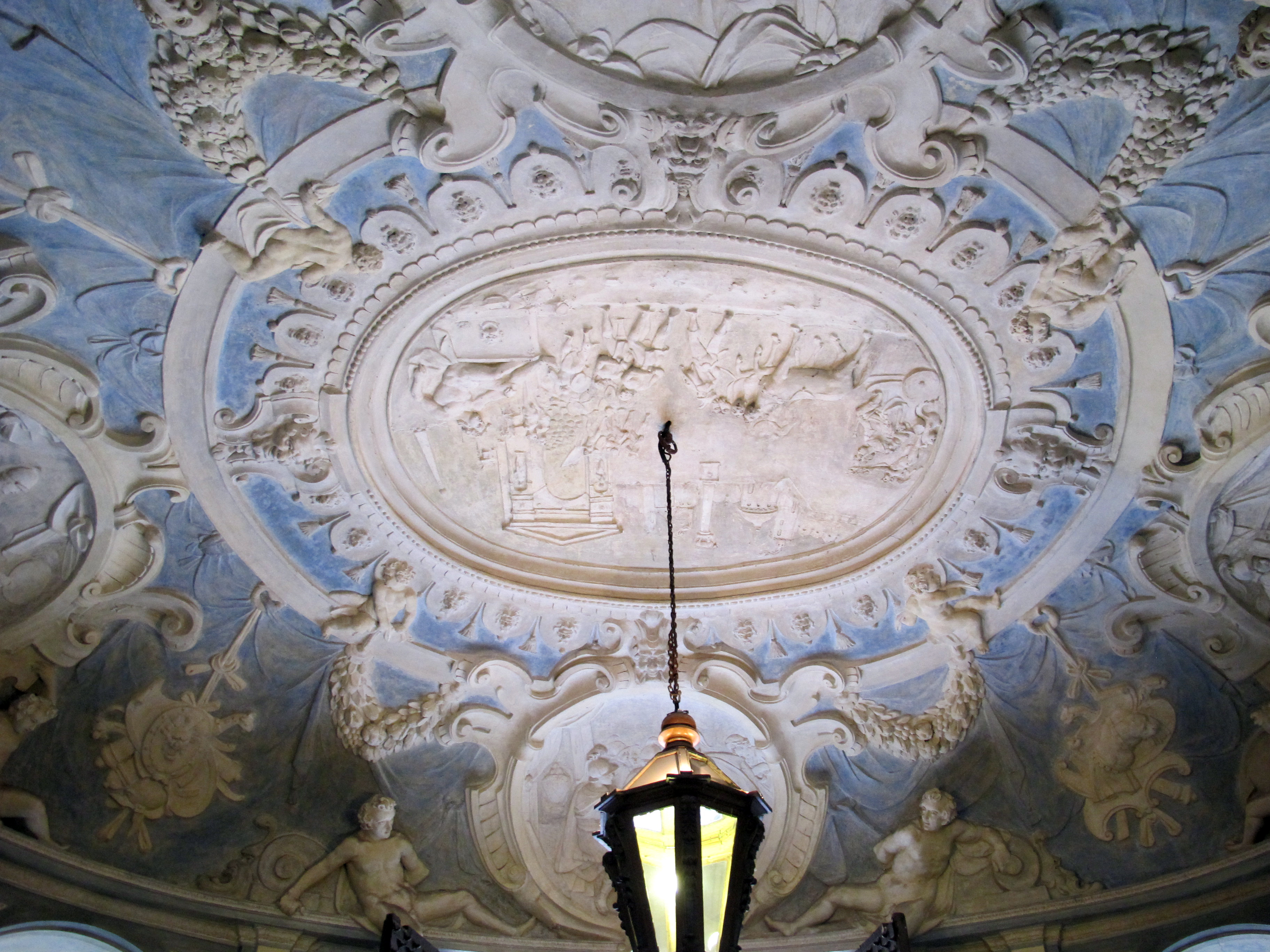
Stucchi nell'androne

Anche nell'apparato festoso di stucchi dell'atrio a pianta ovale è evidente l'intervento progettuale del Bergamasco, che seppe introdurre a Genova le suggestioni della più aggiornata cultura manierista. La decorazione si dispiega dal medaglione ovale centrale con una Scena di trionfo di un condottiero circondata da mascheroni raccordati a quattro putti seduti sulla cornice stessa che reggono un capo dei festoni di frutti, agganciati a loro volta alle incorniciature delle quattro storie a bassorilievo, alternate ad altre figure efebiche sedute sul cornicione. Nonostante la complessità del disegno l'insieme risulta leggero e armonico allo spettatore che viene introdotto all'ampio cortile.
Il cortile aperto è delimitato ai lati dalle ali posteriori del palazzo, mentre le terrazze sovrastano un grandioso ninfeo realizzato nel Settecento su disegno di Domenico Parodi. Il ninfeo, che fonde armoniosamente elementi architettonici, naturali e scultorei, è erede di una tradizione particolarmente florida a Genova, che aveva già esempi illustri nella villa Pallavicino delle peschiere, nella villa del Principe, e nei vicini palazzi di Pantaleo Spinola e Balbi Senarega. Qui l'architetto-scultore Parodi ha ideato una soluzione monumentale e inedita che sfruttando le copiose acque di Castelletto raccorda il cortile con il giardino posto due livelli più in alto, affidando all'allievo Biggi le sculture in stucco dei giganteschi tritoni e del putto che getta l'acqua, mentre è perduto il gruppo di Fetonte precipitante dal cielo posto al centro della grotta e sgretolato nei secoli dall'acqua. Un giardino si apre verso il monte, eretto sfruttando il declivio della collina retrostante.

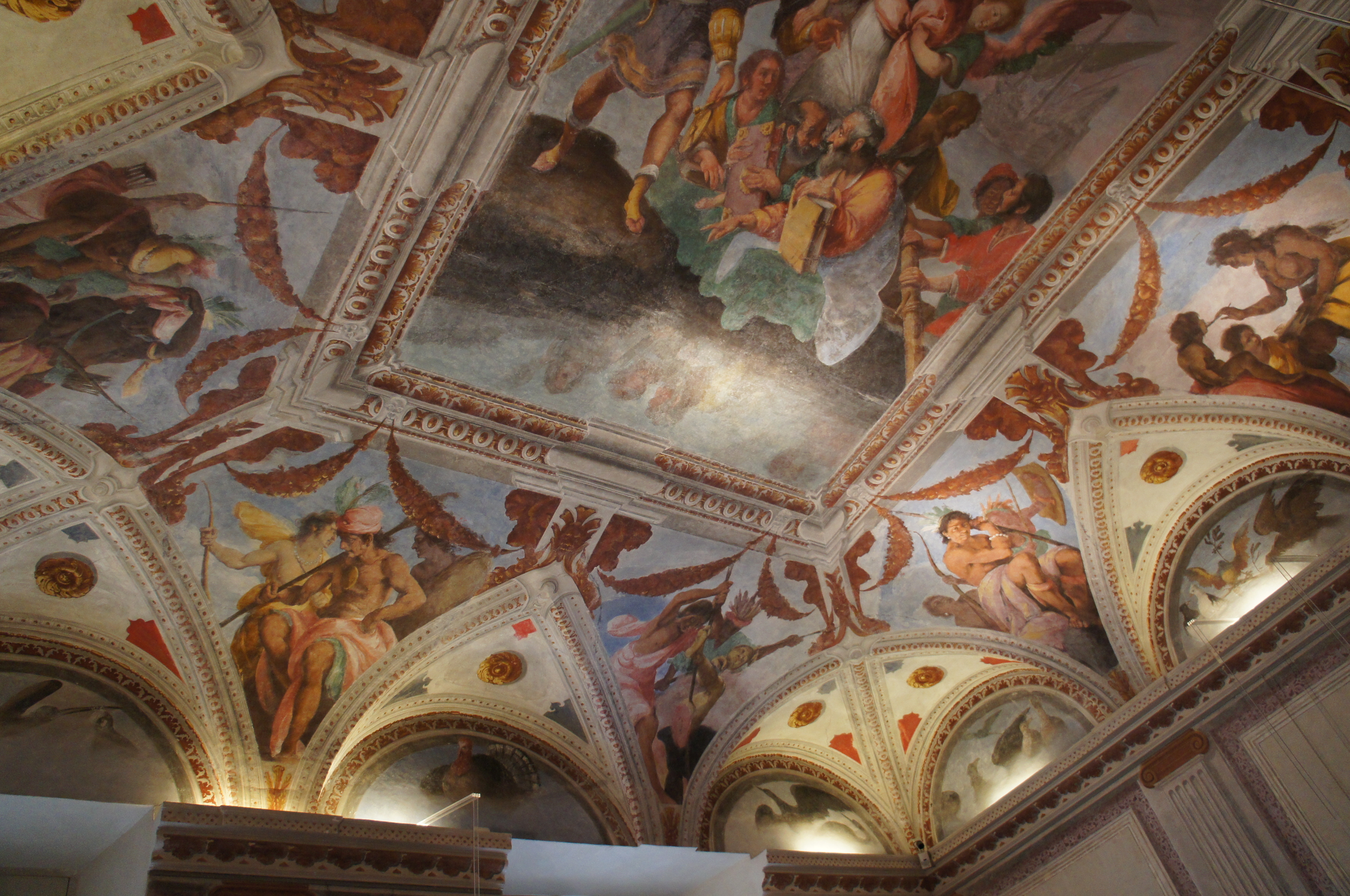
Bernardo Strozzi, La Fede cristiana sbarca nel nuovo mondo, Particolare della volta del salone centrale

### Interni
L'opera pittorica più antica del palazzo è il ciclo di affreschi realizzati nel 1623-1624 dal pittore genovese Bernardo Strozzi e successivamente occultati a causa di una lite con il committente Luigi Centurione, che aveva acquistato il palazzo nel 1609 da Nicolosio Lomellino. I documenti, ancor oggi esistenti, relativi alla lite intercorsa tra l'artista e Centurione (1625), confermano l'intervento del pittore in tre stanze del primo piano nobile, i cui affreschi furono celati dai successivi interventi con uno spesso strato di intonaco e una controsoffittatura nel salone centrale. Rimossa nel 2002, al di sotto di essa è ricomparsa, con i suoi colori smaglianti, l'Allegoria della Fede. L'affresco mostra una scialuppa a remi dalla quale una donna, che rappresenta la Fede cristiana è aiutata a sbarcare sulla terraferma, per portare la fede agli indigeni del Nuovo Mondo, raffigurati nelle lunette circostanti insieme con gli animali esotici. A bordo della scialuppa vi sono anche due marinai e i quattro evangelisti, riconoscibili in quanto ciascuno di essi tiene in mano un libro. La Fede, sorretta dagli angeli, è invece identificata dal calice e dalla croce, mentre non è chiaramente riconoscibile il nobile con la spada che si ipotizza essere Cristoforo Colombo, che intratteneva rapporti di amicizia con la famiglia Centurione Scotto. Le imprese di Colombo erano frequente soggetto nella decorazione dei palazzi genovesi, già protagoniste nel salone centrale di palazzo Belimbau affrescato dal Tavarone. Nelle altre due stanze, in condizioni più precarie, sono stati rinvenuti l'Astrologia e frammenti con la Navigazione e Tritoni. Questo affresco, incompiuti, offrono oggi la rara opportunità di osservare la quadrettatura e il disegno preparatorio fatto con gesso nero.
Al secondo piano nobile è invece conservata la decorazione a tema mitologico voluta agli inizi del XVIII secolo dai Pallavicino. È costituita da capolavori dei maggiori esponenti del tardo barocco genovese. In due salotti del piano nobile il bolognese Giacomo Antonio Boni affrescò Giove e la capra Amaltea e Domenico Parodi Bacco regge la corona Arianna. Di Lorenzo De Ferrari è la decorazione a stucco e ad affresco con figure di divinità sulla volta della galleria. Il salone, decorato da Tommaso Aldrovandini, custodisce cinque celebri tele con Storie di Diana eseguite da Marcantonio Franceschini, pittore bolognese chiamato a Genova per la decorazione del salone del Maggior Consiglio di palazzo Ducale.

## Galleria d'immagini

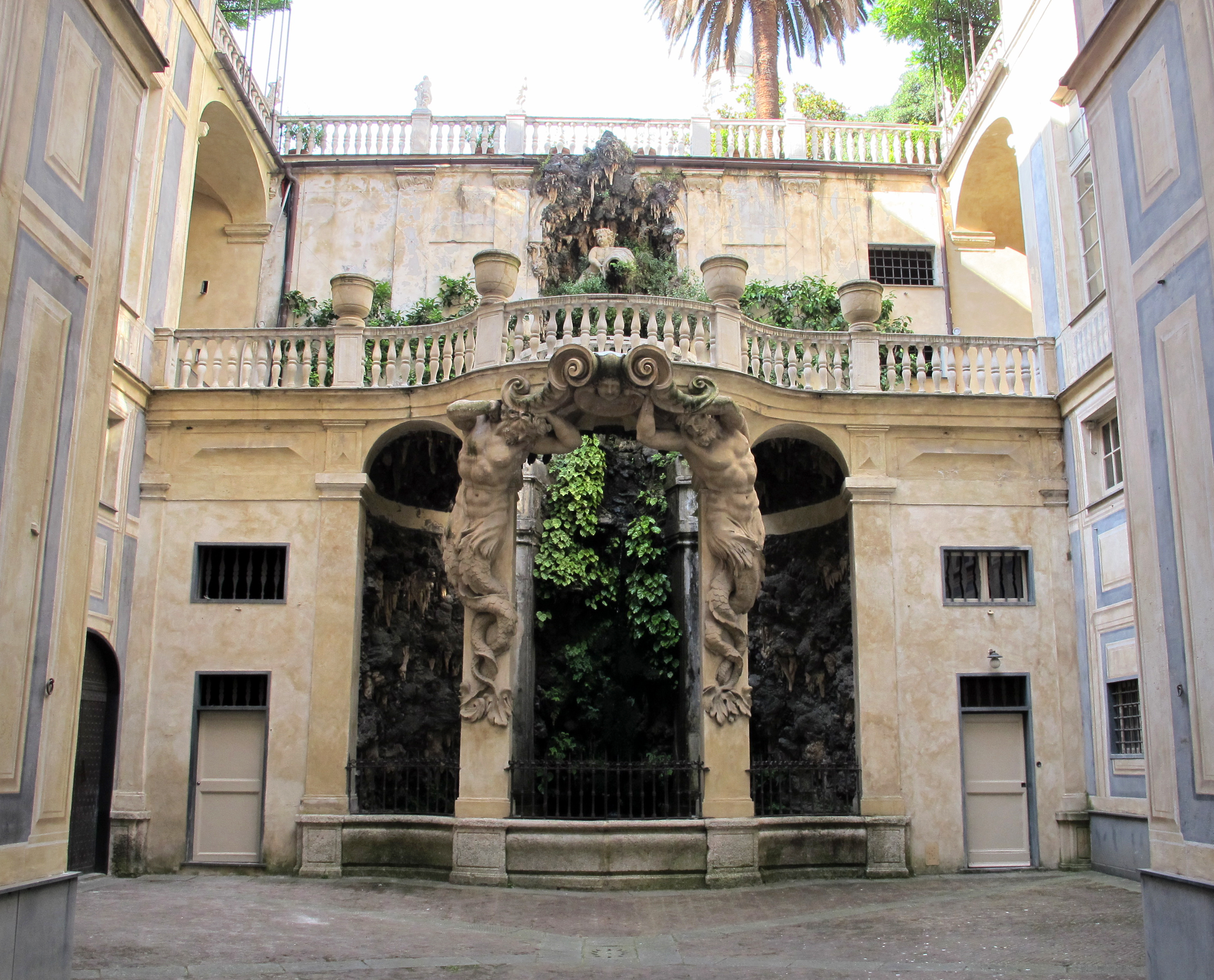
Domenico Parodi, Il ninfeo nel cortile interno